# Rhododendron Lake
Rhododendron Lake är en sjö i Kanada.   Den ligger i provinsen British Columbia, i den sydvästra delen av landet, 3 600 km väster om huvudstaden Ottawa. Rhododendron Lake ligger 473 meter över havet.
I omgivningarna runt Rhododendron Lake växer i huvudsak barrskog. Runt Rhododendron Lake är det glesbefolkat, med 13 invånare per kvadratkilometer.